# Lentejas con chorizo
Las lentejas con chorizo son una preparación culinaria estofada tradicional de la provincia de Ávila. La popularidad del plato se extendió a lo largo de toda la cocina española con diversas variantes cárnicas procedentes de la matanza (magro de jamón y morcilla) a lo largo del siglo XIX y XX. Es un plato de invierno, de fácil elaboración, que se sirve fundamentalmente caliente.

## Características
El ingrediente principal de este plato son las lentejas (Lens culinaris). A veces se suele emplear la variedad de lenteja denominada pardina (previamente remojadas en agua durante unos minutos), que se suelen cocer lentamente en presencia de elementos cárnicos procedentes de la matanza como son el chorizo (y a veces la morcilla y/o panceta), acompañado de un hueso de jamón con su tuétano. A veces se emplea un tipo de chorizo de Cantimpalos algo curado. 
Es frecuente que se aromatice la cocción con laurel y un sofrito de cebolla. El color del plato se impregna con el pimentón rojo procedente de las rodajas de chorizo y su aroma. Como elementos de condimentación se incluye una cebolla claveteada y zanahoria cortada; como elemento de ligazón en la salsa, un sofrito elaborado con aceite de oliva, ajo, pimentón y tomate.